# Saint-Lambert (Calvados)
Saint-Lambert település Franciaországban, Calvados megyében. Lakosainak száma 265 fő (2022. január 1.). Saint-Lambert Cauville, Clécy, Culey-le-Patry, Saint-Rémy, La Villette és Condé-en-Normandie községekkel határos.

## Népesség
A település népessége az elmúlt években az alábbi módon változott:
| Lakosok száma | 269  | 220  | 219  | 231  | 269  | 282  | 275  | 270  | 269  | 265  |
|               | 1968 | 1982 | 1990 | 2006 | 2013 | 2015 | 2017 | 2019 | 2020 | 2022 |